# Zoufftgen
 Zoufftgen  es una población y comuna francesa, en la Región de Gran Este, departamento de Mosela, en el distrito de Thionville y cantón de Yutz.

## Demografía
| Gráfica de evolución demográfica de Zoufftgen entre 2006 y 2019 |
|                                                                 |

Fuentes: INSEE.

## Políticos
Elecciones Presidential Segunda Vuelta:
| Elección | Elección | Candidato Ganador | Partido | %     |
| -------- | -------- | ----------------- | ------- | ----- |
|          | 2022     | Emmanuel Macron   | LREM    | 69,81 |
|          | 2017     | Emmanuel Macron   | EM      | 70,43 |
|          | 2012     | Nicolas Sarkozy   | UMP     | 57,46 |
|          | 2007     | Nicolas Sarkozy   | UMP     | 63,35 |
|          | 2002     | Jacques Chirac    | RPR     | 86,65 |